# Silas Silvius Njiru
Silas Silvius Njiru (* 10. Oktober 1928 in Kevote; † 28. April 2020 in Rivoli, Italien) war ein kenianischer Geistlicher und römisch-katholischer Bischof von Meru.

## Leben
Silas Silvius Njiru empfing nach seiner theologischen Ausbildung am 17. Dezember 1955 die Priesterweihe für das Bistum Meru. 
Papst Paul VI. ernannte ihn am 2. Oktober 1975 zum Weihbischof in Meru und zum Titularbischof von Maturba. Der Erzbischof von Nairobi, Maurice Michael Kardinal Otunga, spendete ihm am 1. Januar 1976 die Bischofsweihe; Mitkonsekratoren waren Lorenzo Bessone IMC, emeritierter Bischof von Meru, und Caesar Gatimu, Bischof von Nyeri.
Am 9. Dezember 1976 wurde er zum Bischof von Meru ernannt. Am 18. März 2004 nahm Papst Johannes Paul II. seinen altersbedingten Rücktritt an. Anschließend lebte Silas Silvius Njiru in der Residenza Socio-Sanitaria Beato Giuseppe Allamano der Consolata-Missionare im italienischen Alpignano. 
Njiru wurde während der COVID-19-Pandemie in Italien am 25. April 2020 in das Krankenhaus in Rivoli eingeliefert. Dort starb er am 28. April an COVID-19.